# Epidendrum klugii
Epidendrum klugii är en orkidéart som beskrevs av Eric Hágsater och Luis M. Sánchez. Epidendrum klugii ingår i släktet Epidendrum och familjen orkidéer. Inga underarter finns listade i Catalogue of Life.